# محمد أباد (شاهين دج)
محمد أباد هي قرية في مقاطعة شاهين دج، إيران. عدد سكان هذه القرية هو 240 في سنة 2006.